# Toyota bZ4X
Toyota bZ4X — повністю електричний компактний кросовер-позашляховик, вироблений Toyota.

## Назва

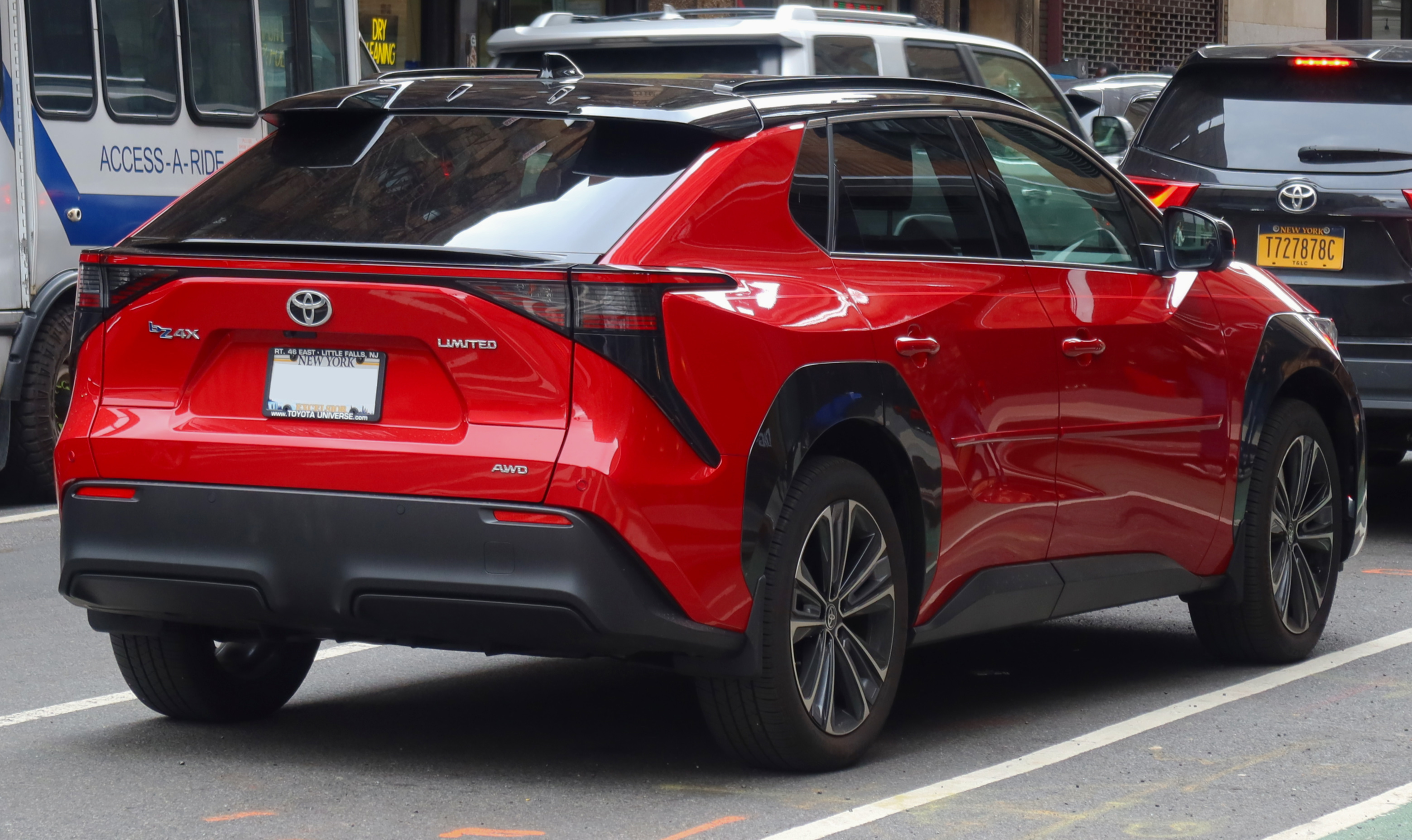
Toyota bZ4X AWD Limited (США)

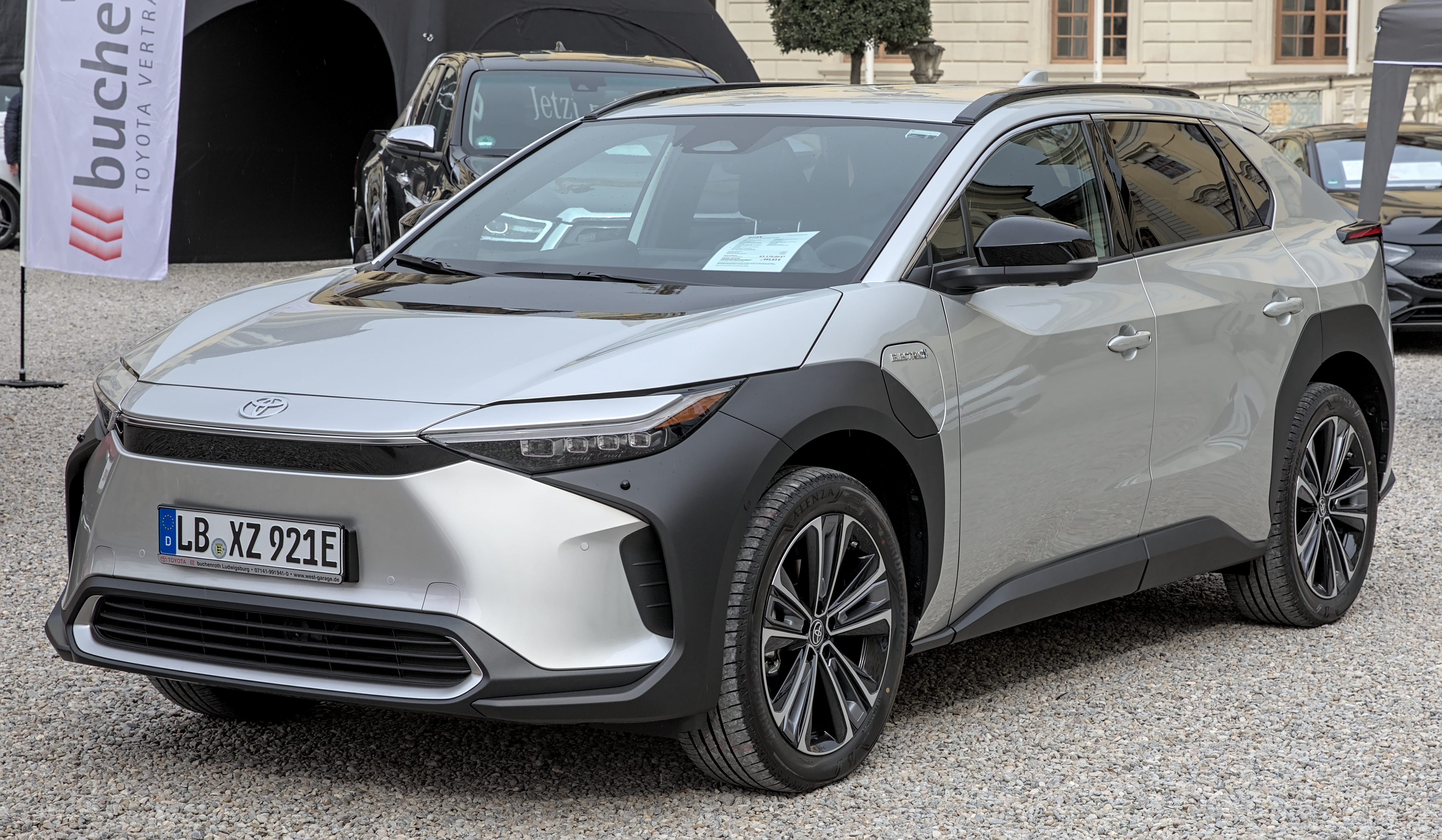
Toyota bZ4X (Європа)

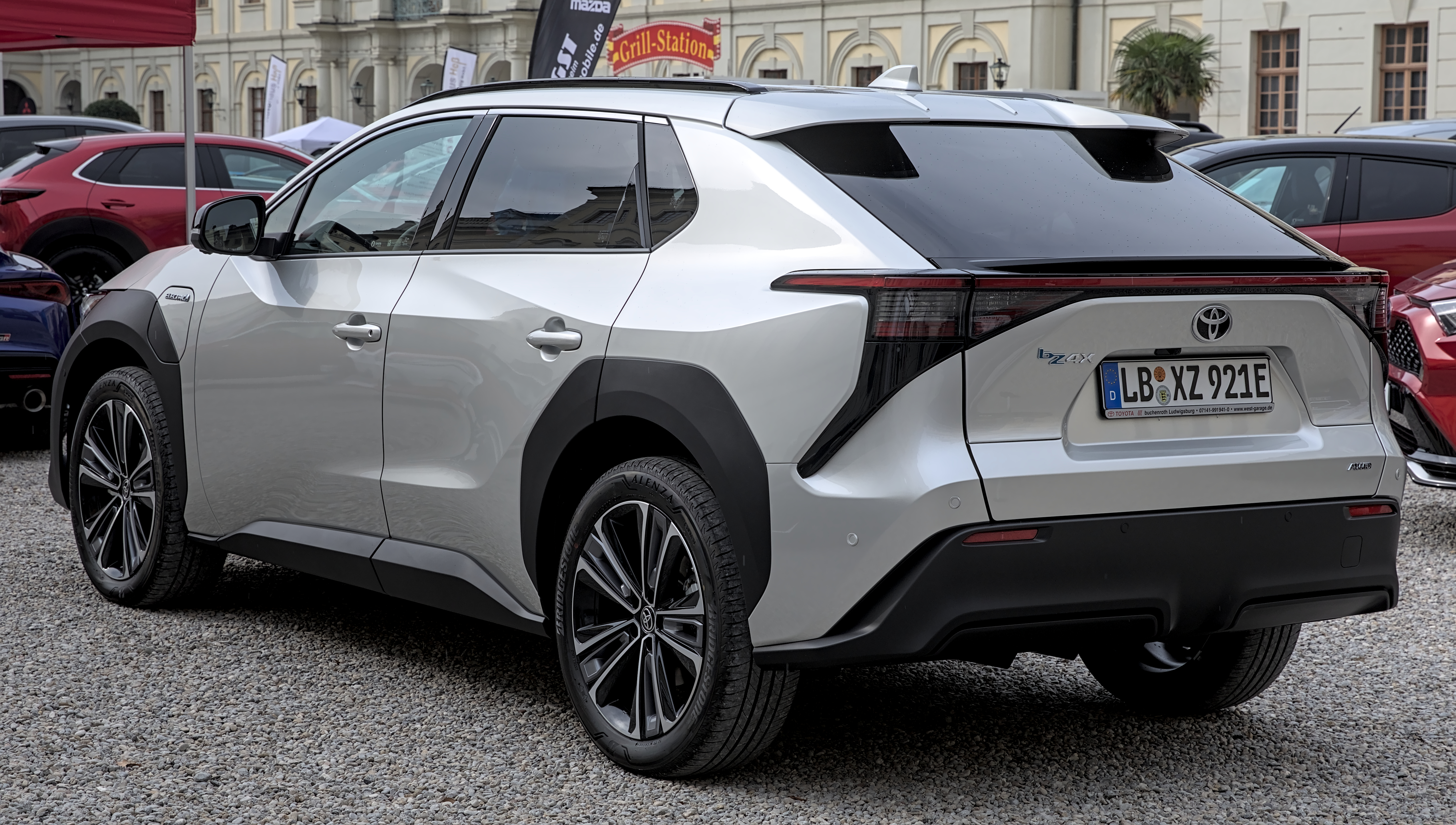
Toyota bZ4X (Європа)

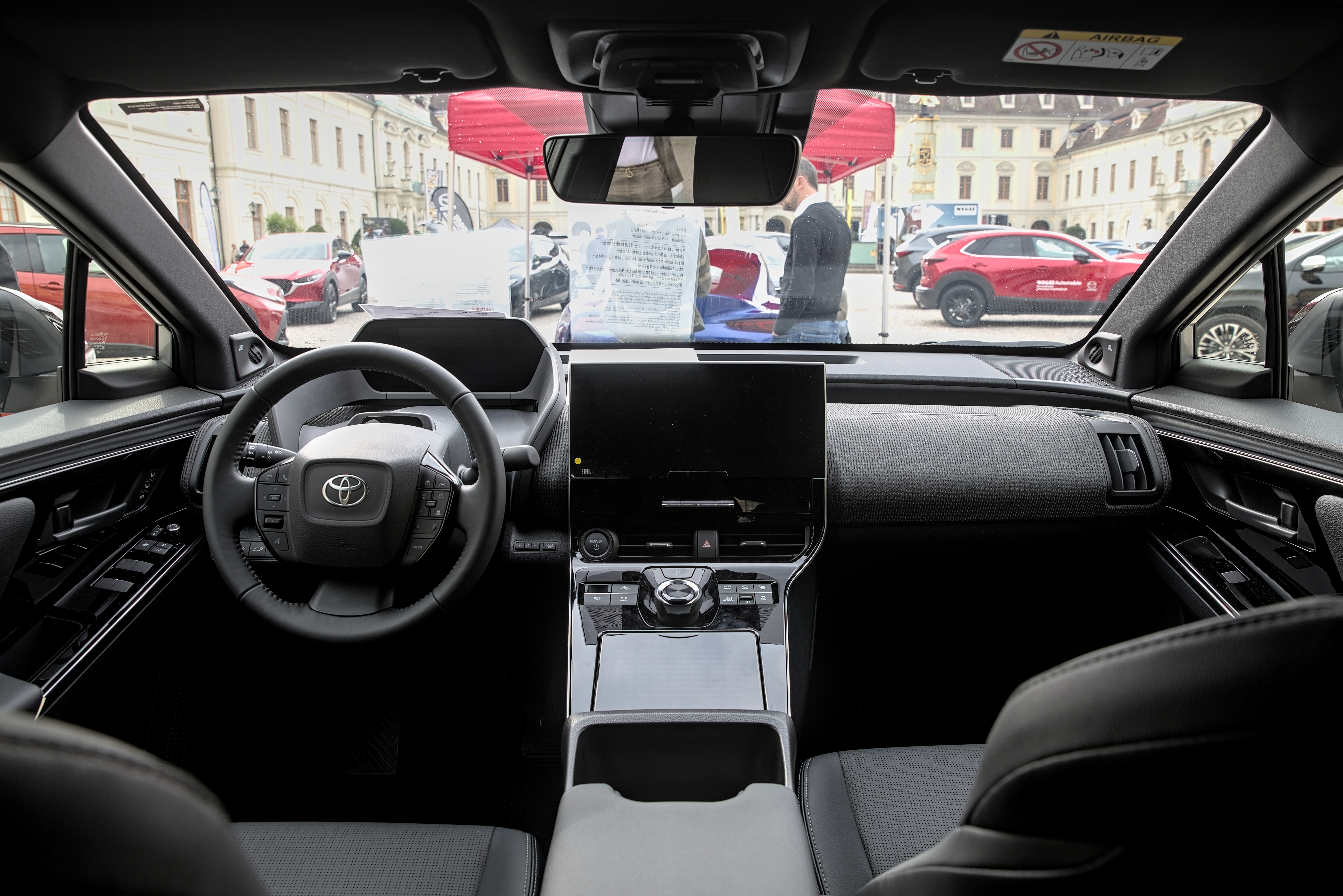
Салон

Відповідно до тверджень Toyota, значення шильдика "bZ4X" розбивається на:
- «bZ»: для «понад нуль» викидів, що представляє природу електричного транспортного засобу на акумуляторі шляхом виходу «за межі нуля» викидів,
- «4»: від еквівалентних за розміром Toyota RAV4 і
- «X»: описує його як компактний кросовер («X») SUV.

## Опис
Автомобіль дебютував 19 квітня 2021 року на Шанхайському автосалоні як «концепція bZ4X». Це перший транспортний засіб, що базується на платформі e-TNGA, спільно розробленій Toyota і Subaru, та перша модель автомобіля з нульовим рівнем викидів bZ (beyond Zero, «за межами нуля»). На ринок автомобіль поступить у 2022 році.
У передній підвісці розміщені стійки McPherson, ззаду подвійні поперечні важелі. Усі гальма дискові вентильовані.
Середньорозмірний кросовер отримав літієво-іонну батарею місткістю 71,4 кВт·год, що забезпечує запас ходу 460—530 км (WLTP). При передньому приводі bZ4X має один електромотор потужністю 150 кВт (204 к. с.) 265 Н·м, при повному два двигуни по 80 кВт сукупно видають 160 кВт (218 к. с.) 336 Н·м. Розгін 0—100 км/год виконується за 8,4 та 7,7 с.
Зарядка батареї Toyota bZ4X до 80 % зарядним пристроєм потужністю 50 кВт займає близько 1 години, пристроєм потужністю 150 кВт — близько 30 хвилин.
У травні 2025 року Toyota оголосила про оновлення в середині циклу («фейсліфтінг») для автомобіля, представивши кілька оновлень, спрямованих на вирішення критики щодо попередньої моделі. В рамках оновлення назву моделі для північноамериканського ринку було змінено з Toyota bZ4X на просто Toyota bZ.

### Subaru Solterra
Перероблена версія bZ4X продається компанією Subaru як Subaru Solterra, назва якої «Solterra» походить від поєднання слів «sol» і «terra»", латинські слова для позначення «сонця» та «землі» відповідно. З незначним оновленим дизайном екстер'єру він використовує ту саму платформу e-TNGA, перейменовану в «e-Subaru Global Platform» (e-SGP). Продажі Solterra заплановано на середину 2022 року в Японії, США, Канаді, Європі та Китаї.

### bZ4X Touring / bZ Woodland / Subaru Trailseeker
Подовжена версія bZ4X/bZ була представлена як Toyota bZ Woodland (Північна Америка) та bZ4X Touring (Європа) 15 травня 2025 року. Версія Subaru під назвою Subaru Trailseeker була представлена раніше, 16 квітня 2025 року. Вона базується на оновленій версії bZ4X/bZ (модельний рік 2026 для Північної Америки).
Порівняно зі стандартним bZ4X, bZ4X Touring / bZ Woodland на 140 мм довший, на 20 мм вищий для додаткового вантажного простору та має стандартні рейлінги на даху. Він має один варіант акумулятора – 74,7 кВт⋅год.

## Модифікації
- Toyota BZ4X XEAM10 1x BluE Nexus eAxle 1XM, 204 к. с. 266 Н·м, акумулятори 71,4 кВт·год (FWD)
- Toyota BZ4X YEAM15 2x BluE Nexus eAxle 1YM, 218 к. с. 338 Н·м, акумулятори 71,4/72,8 кВт·год (4WD)

## Продажі
| рік  | Європа | Китай | США   | Канада | Індонезія |
| ---- | ------ | ----- | ----- | ------ | --------- |
| 2022 | 2,382  | 1,487 | 1,220 |        | 1         |
| 2023 |        |       | 8,660 |        |           |